# Enriquillo-Plantain Garden-breuk

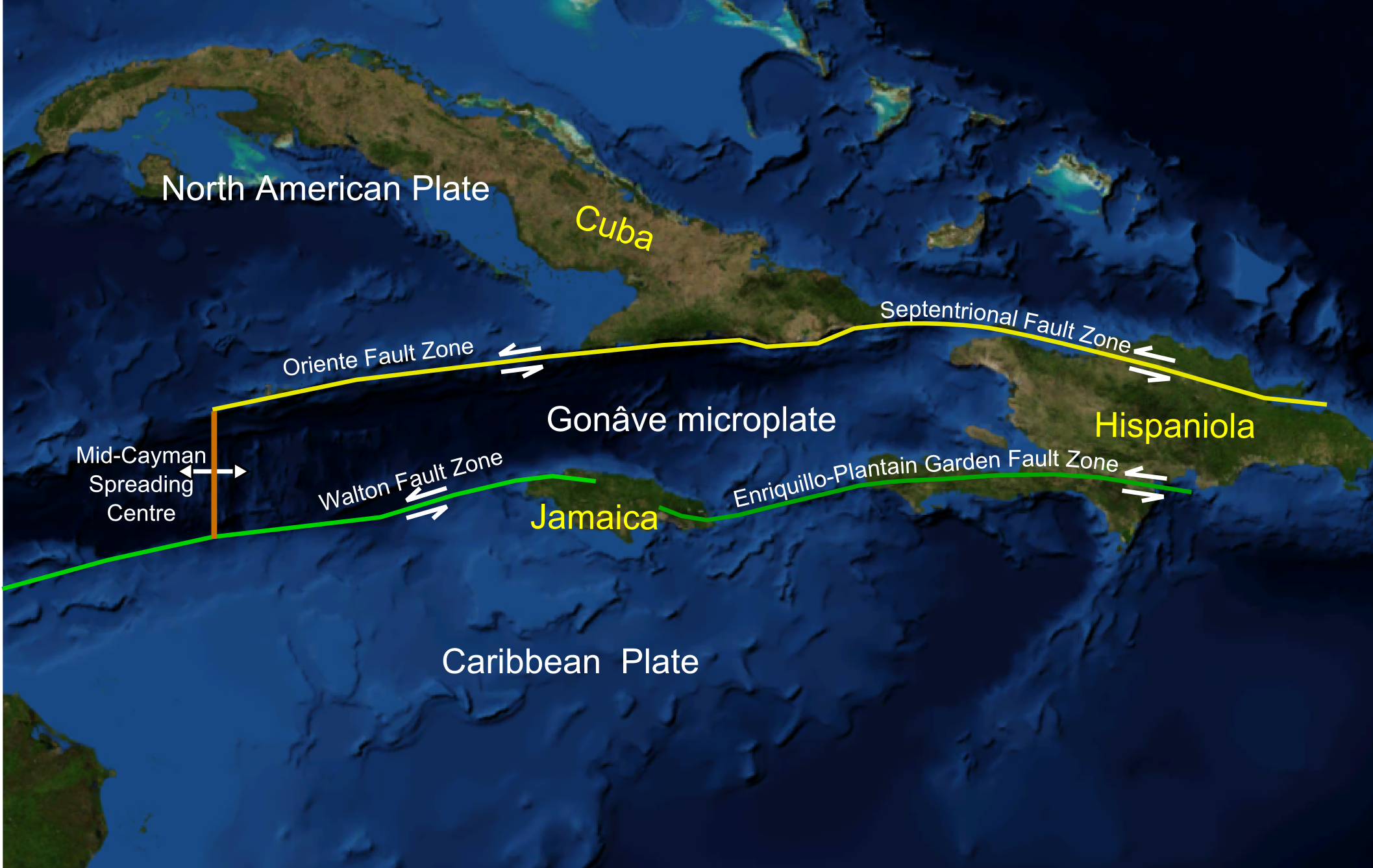
De Gonâve-microplaat, aan de zuidkant begrensd door de Enriquillo-Plantain Garden-breuk

De Enriquillo-Plantain Garden-breuk is een geologische breuklijn in het Caraïbisch gebied. De breuk vormt de zuidelijke grens van de Gonâve-microplaat met de Caribische Plaat.  De lijn is genoemd naar het Enriquillomeer in de Dominicaanse Republiek en de rivier Plantain Garden in Jamaica. Op deze breuklijn hebben veel zware aardbevingen plaatsgevonden, waaronder de aardbeving van 2010 in Haïti.

## Loop van de breuklijn
De breuk loopt vanaf Jamaica over de bodem van de Caraïbische Zee naar het eiland Hispaniola. Hier loopt hij over het schiereiland Tiburon. Wat nu Hispaniola is, waren oorspronkelijk twee eilanden, die door deze breuk van elkaar gescheiden waren. In het Kwartair is het tussenliggende zeewater opgevuld met rivierslib, waardoor het huidige eiland gevormd werd.
Hierdoor ontstond er een laagland dat in Haïti Cul-de-Sac genoemd wordt, en in de Dominicaanse Republiek de naam Hoya de Enriquillo kreeg. Dit laatste deel van deze depressie valt deels samen met het rivierdal Valle de Neiba. Over land bereikt de breuk een diepte van 46 meter onder de zeespiegel, en vormt daar het Enriquillomeer. Aan Haïtiaanse zijde ligt verder het meer Étang Saumâtre.

## Aardbevingen

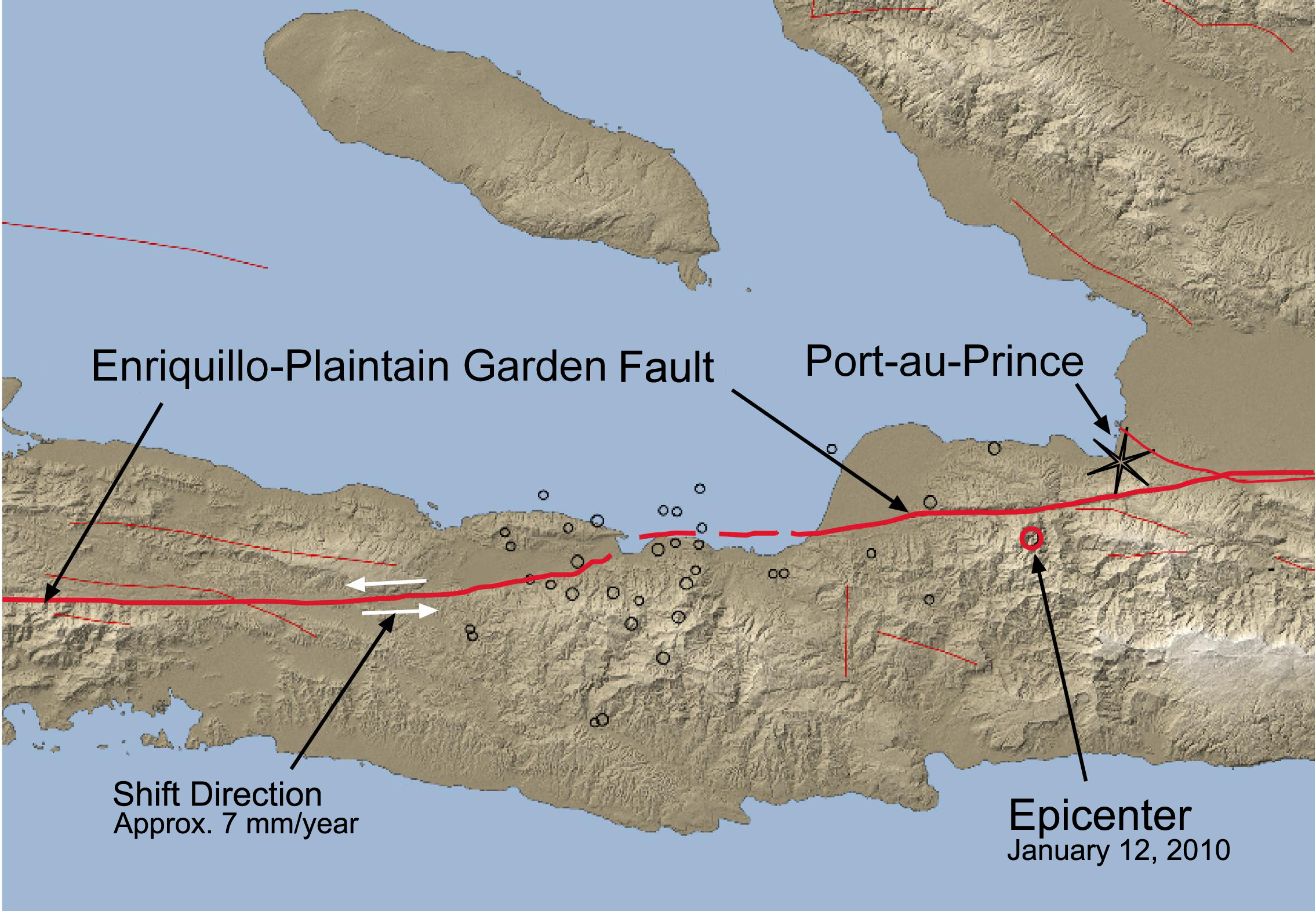
Het deel van de breuklijn dat door Haïti loopt, met het epicentrum van de aardbeving van 2010

De volgende aardbevingen worden met de Enriquillo-Plantain Garden-breuk geassocieerd:
| Jaar | Magnitude | Locatie                      | Gevolgen                                             |
| ---- | --------- | ---------------------------- | ---------------------------------------------------- |
| 1692 | 7,5 Mw    | Jamaica                      | Verwoesting van de stad Port Royal                   |
| 1751 |           | Zuidkust van Hispaniola      |                                                      |
| 1770 | 7,5 Mw    | Port-au-Prince               |                                                      |
| 1907 |           | Kingston                     | Grootschalige schade aan de gebouwen in de stad      |
| 2010 | 7,0 Mw    | Haïti                        | 92.000 tot 310.000 doden, 1,5 miljoen mensen dakloos |
| 2021 | 7,2 Mw    | Schiereiland Tiburon (Haïti) | Meer dan 2.000 doden en 12.000 gewonden              |

Na de aardbeving van 2010 werd er een monitoringssysteem van de breuklijn geïnstalleerd. Dit systeem wordt beheerd vanuit Canada, en heeft meetstations in Pétionville, Jacmel en Léogâne.